# Ибрахим (сура)
 Тази статия е за сурата от Свещения Коран.  За пророка Ибрахим вижте Ибрахим (пророк).  
Сура Ибрахим (на арабски: سورة إبراهيم) е четиринадесетата сура от Корана. Тя се състои от 52 аята и е низпослана в Мека.

## Име
Сурата носи името на пророка Ибрахим (библейския Аврам).

## Тема
В сурата се разглежда историята на някои от пророците преди Мохамед и съдбата на тези, които не са ги последвали. Накрая на сурата става дума и за пророка Ибрахим, както и за основаването на град Мека.
| “ | 7. И прогласи вашият Господ: „Ако сте признателни, Аз непременно ще ви надбавя. А ако сте неблагодарни, мъчението Ми е сурово.“— превод Цветан Теофанов, I изд. | ” |